# Anadia brevifrontalis
Espèce
Synonymes
- Euspondylus brevifrontalis Boulenger, 1903

Anadia brevifrontalis est une espèce de sauriens de la famille des Gymnophthalmidae.

## Répartition
Cette espèce est endémique de l'État de Mérida au Venezuela.

## Publication originale
- Boulenger, 1903 : Descriptions of new lizards in the collection of the British Museum. Annals and magazine of natural history, sér. 7, vol. 12, p. 429-435 (texte intégral).